# Akonadi
Akonadi ist ein gemeinsam nutzbarer Datenverwaltungsdienst. Akonadi bietet Anwendungsprogrammen, insbesondere PIM-Anwendungen wie E-Mail- oder Kalenderprogrammen, Lese-, Schreib- und Abfragezugriff auf einheitlich verwaltete Daten und Metadaten.
Akonadi wird zwar hauptsächlich von KDE entwickelt, hängt aber selbst nicht von KDE-Software ab.
Der Name Akonadi ist von der gleichnamigen ghanaischen Orakelgöttin der Gerechtigkeit abgeleitet.

## Implementierung
Seit KDE 4.1 steht Akonadi als Entwicklerversion zur Verfügung, kann also für die Entwicklung neuer Applikationen verwendet werden. Als Erstimplementation (Proof of concept) basiert der alternative E-Mail-Client Mailody auf dem Akonadi-Dienst. Kontact wird erst in den folgenden Versionen von KDE SC 4 sukzessive auf Akonadi portiert.

## Technischer Hintergrund
Die hohe Modularisierung von Open-Source-Entwicklungsprojekten wie KDE führt dazu, dass im Wesentlichen gleiche Funktionalitäten für jede einzelne Anwendung immer wieder neu implementiert werden. So hatten in KDE 3 alle PIM-Anwendungen ihre eigenen Datenverwaltungsmethoden. Akonadi abstrahiert diese häufig gebrauchten Methoden aus den einzelnen Anwendungen heraus und bündelt sie in einer gemeinsamen Bibliothek. Auch Cache- und Benachrichtigungsroutinen sind in Akonadi enthalten, zudem ist es modular erweiterbar.
Auf Akonadi basierende Anwendungen kommunizieren nicht mehr direkt mit Servern, sondern nur noch über eine spezielle API mit Akonadi. Da das Datenmanagement häufig den komplexesten Teil einer Anwendung darstellt, vereinfacht Akonadi die Anwendungsentwicklung beträchtlich. Zugleich ist so ein höher entwickeltes, aber auch zuverlässigeres Datenmanagement möglich, und zwar einheitlich für alle darauf basierenden Anwendungen. Akonadi speichert seine Daten in einer Sqlite-, MySQL- oder PostgreSQL-Datenbank.